# Transformator dzwonkowy

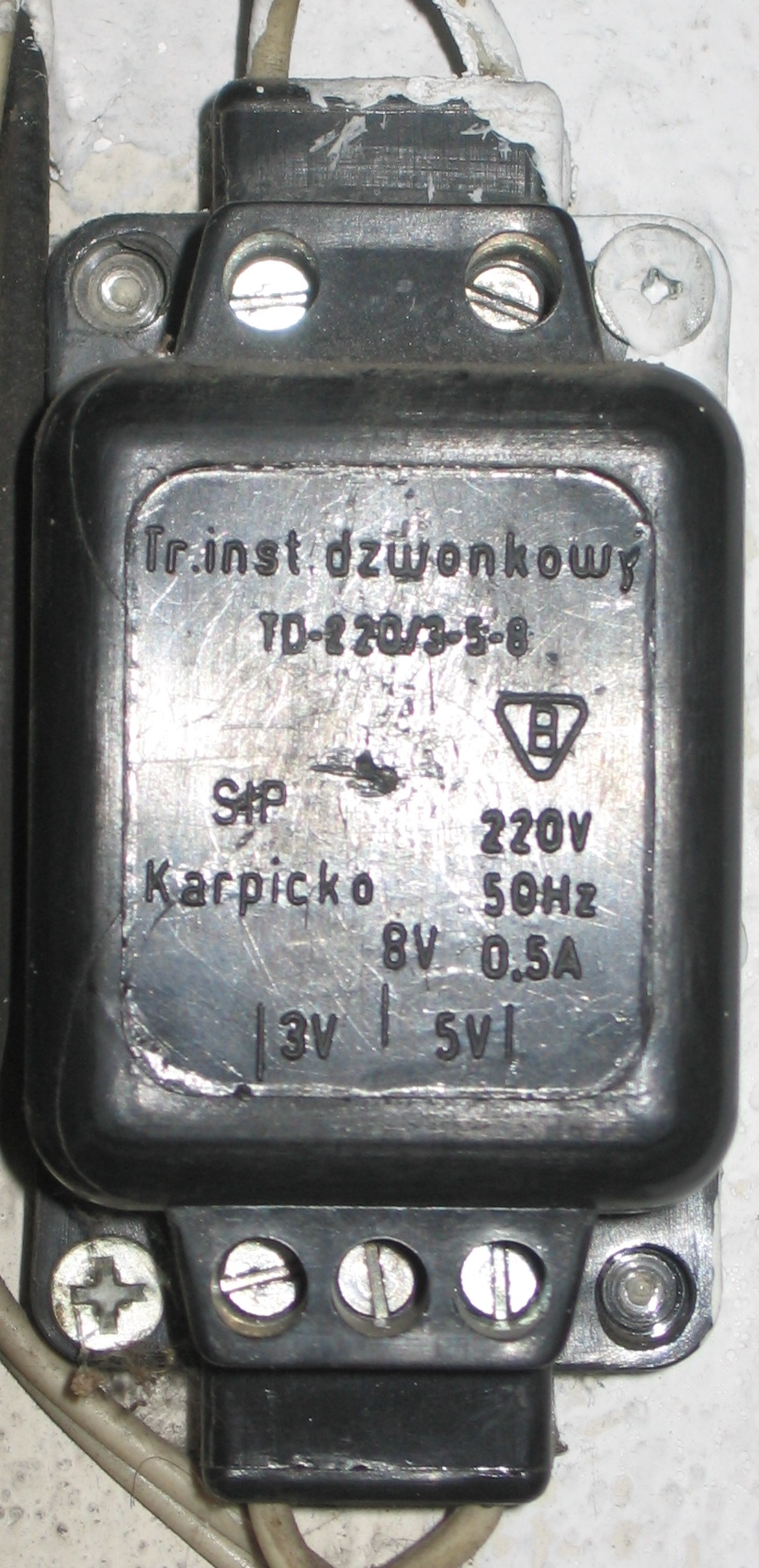
konstrukcja spotykana w Polsce w latach 60., 70. i 80. XX w.

Transformator dzwonkowy – rodzaj taniego transformatora zasilanego z domowej sieci elektrycznej przeznaczony głównie do zasilania domowego dzwonka elektrycznego przy drzwiach (także do zamków elektromagnetycznych, do zasilania urządzeń alarmowych itp.) Transformatory dzwonkowe stosuje się w instalacjach domowych przede wszystkim ze względów bezpieczeństwa: obniżają napięcie sieci  230 V (według standardów obowiązujących w Polsce i w większości Europy) do poziomu - zależnie od konstrukcji - 3, 5, 8, 12 lub co najwyżej 24 V. Dzięki temu instalacje dzwonkowe mogą być bezpiecznie wyprowadzone także np. do wyłącznika znajdującego się przy furtce przy drzwiach w ogrodzie, bez niebezpieczeństwa porażenia ludzi prądem elektrycznym. Moc znamionowa dzwonkowych transformatorów spotykanych na rynku wynosi zazwyczaj od 4 do 16 VA, maksymalny prąd pobierany z uzwojenia wtórnego zazwyczaj nie powinien przekraczać od 0,5 do 2,0 A (także w zależności od konstrukcji). Transformatory dzwonkowe najczęściej mają uzwojenie wtórne z dodatkowym odczepem, umożliwiającym dopasowanie transformatora do potrzeb urządzeń z niego zasilanych.